# Боароже
Боароже (фр. Boisroger) насеље је и општина у северној Француској у региону Доња Нормандија, у департману Манш која припада префектури Кутанс.
По подацима из 2011. године у општини је живело 200 становника, а густина насељености је износила 37,74 становника/km². Општина се простире на површини од 5,3 km². Налази се на средњој надморској висини од 50 метара (максималној 78 m, а минималној 28 m).

## Демографија
| 1962. | 1968. | 1975. | 1982. | 1990. | 1999. | 2011. |
| ----- | ----- | ----- | ----- | ----- | ----- | ----- |
| 120   | 193   | 164   | 149   | 145   | 153   | 200   |

График промене броја становника у току последњих година